# Estanisláo Przewodowski
Estanisláo Przewodowski (Salvador, 22 de outubro de 1843 – Salvador, 25 de agosto de 1903), também conhecido como Estanislau Prezewodowski, foi um militar e engenheiro brasileiro.
Veterano das guerras do Uruguai e do Paraguai, nas quais lutou pela Armada Imperial Brasileira e recebeu diversas comendas, sendo feito posteriormente comandante da Flotilha do Alto Uruguai, sediada em Itaqui. Ocupando este posto, tornou-se especialmente conhecido por ter ordenado o bombardeio da cidade argentina de Alvear em 1874, causando crise diplomática entre o Império do Brasil e a Argentina em reação à agressão de médico da Armada por argentinos. Apesar de recepcionado como herói pela população gaúcha, foi exonerado pela participação no feito, recebendo o título de capitão de fragata de reserva.
Na reserva, formou-se em engenharia, sendo nomeado engenheiro-chefe das missões de demarcação e colonização dos vales do Rio Pardo e do Jequitinhonha, além de ser gerente da Companhia de Navegação Baiana de 1894 a 1900. Foi sócio efetivo e fundador do Instituto Geográfico e Histórico da Bahia. Casou-se em 1895 com Felicidade Perpétua Cardozo Pereira de Mello, sobrinha do Barão de São Marcos.

## Biografia
Estanisláo Przewodowski nasceu em Salvador em 22 de outubro de 1843, sendo filho do engenheiro André Przewodowski, polonês emigrado do Império Russo. Concluindo o curso de humanidades, ingressou na Armada, obtendo em 23 de fevereiro de 1858 o título de aspirante, após o qual fez viagens de instrução à Europa e aos Estados Unidos. Foi promovido a segundo-tenente em 2 de dezembro de 1862, primeiro-tenente em 20 de julho de 1864 e capitão-tenente em 2 de dezembro de 1869.
Após participar de missão na Amazônia para resolução de conflito com o Peru, Przewodowski lutou na Guerra do Uruguai, participando do cerco de Paysandú. Após, lutou na Guerra do Paraguai, na qual foi oficial no Beberibe e comandou o Greenhalgh, servindo com o marquês de Tamandaré e participando da Batalha Naval do Riachuelo e nas passagens de Cuevas e Mercedes. Por seus atos de bravura, recebeu as comendas do Cruzeiro, da Ordem de Cristo, da Rosa, de São Bento de Avis e medalhas de campanha oriental.
Após o fim da Guerra do Paraguai, foi nomeado em 1872 comandante da Flotilha do Alto Uruguai, em Itaqui, e foi eventualmente feito capitão-tenente. Em 1874, Pamphilo Manoel Freire de Carvalho, um médico e capitão-tenente que vinha socorrer a um brasileiro na cidade argentina vizinha de Alvear, foi agredido por dois curandeiros de origem italiana em frente à polícia local, que não reagiu. Przewodowski, em reação, oficiou as autoridades argentinas repetidamente para que entregassem os agressores. Visto que não obteve reação, ordenou em 22 de junho que ambos os monitores da flotilha executassem bombardeios de hora em hora contra as aforas da cidade, danificando alguns prédios, até que, ao quarto disparo, uma comissão de Alvear foi até Przewodowski negociar o cessar-fogo, que foi concedido apesar de as autoridades de Alvear não mais poderem entregar os agressores. O episódio causou uma crise diplomática entre ambos os países, resultando na exoneração de Przewodowski apesar de seu inocentamento pelo Conselho de Guerra.

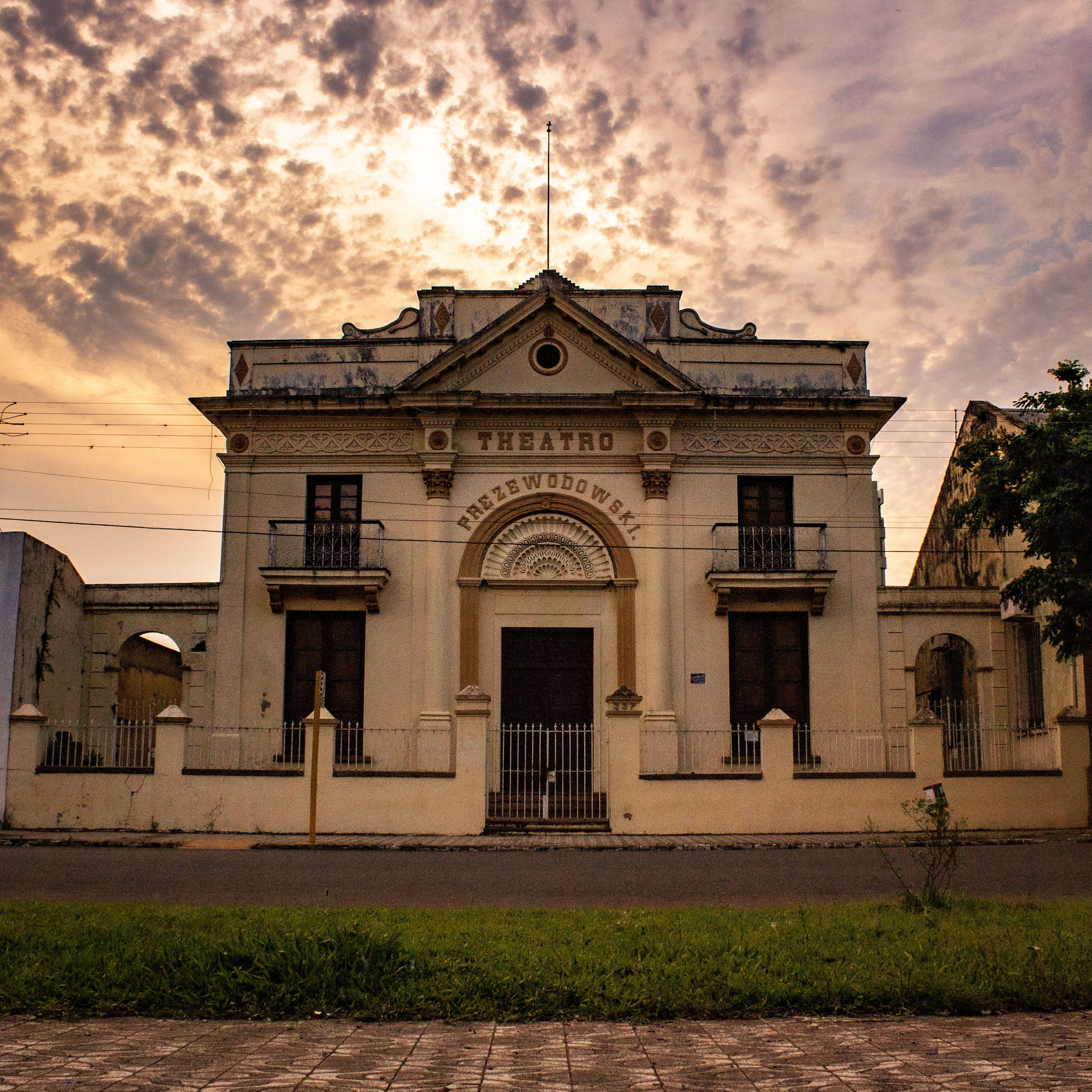
Fachada do Teatro Prezewodowski, construído em sua homenagem

Przewodowski, contudo, foi heroizado pela população itaquiense, que ergueu um teatro em sua homenagem, o Theatro Prezewodowski. A construção começou em 1883, quando foi lançada a pedra fundamental pela epônima Sociedade Anônima Estanislau Prezewodowski, o que faz do teatro um dos mais antigos da América Latina. O nome reflete uma grafia alternativa de seu nome, "Estanislau Prezewodowski". O teatro foi levado a leilão em 1942, mas reinaugurado em 1992. O próprio, contudo, logo se mudou para Jaguarão, e foi reformado como capitão de fragata pela Armada.
Przewodowski concluiu em 1876 um curso de engenharia, e teve sucesso como engenheiro, sendo nomeado engenheiro-chefe das missões de demarcação e colonização dos vales do Rio Pardo e do Jequitinhonha. Em 1889, publicou A barra do Rio Grande do Sul, causas da obstrucção e de sua remoção (1889), coescrito com Collatino Marques de Souza Filho. Foi diretor-gerente da Companhia Norte Mineira, dedicada à colonização, indústria agrícola e comércio no norte de Minas Gerais, no Espírito Santo e no sul da Bahia. Foi incorporada pelo Banco Regional do Brasil em 1891. Przewodowski também foi gerente da Companhia de Navegação Baiana de 1894 a 1900, e sócio fundador e efetivo do Instituto Geográfico e Histórico da Bahia em 1894.
Ao se casar em 12 de junho de 1895 com Felicidade Perpétua Cardozo Pereira de Mello, sobrinha do Barão de São Marcos, a população local de Jaguarão fez um sarau no qual ele foi homenageado "pela nobre e patriótica atitude que assumira no Conflito de Alvear". Teve cinco filhos com sua esposa. Faleceu em Salvador em 25 de agosto de 1903.